# Kênh Lò Gốm

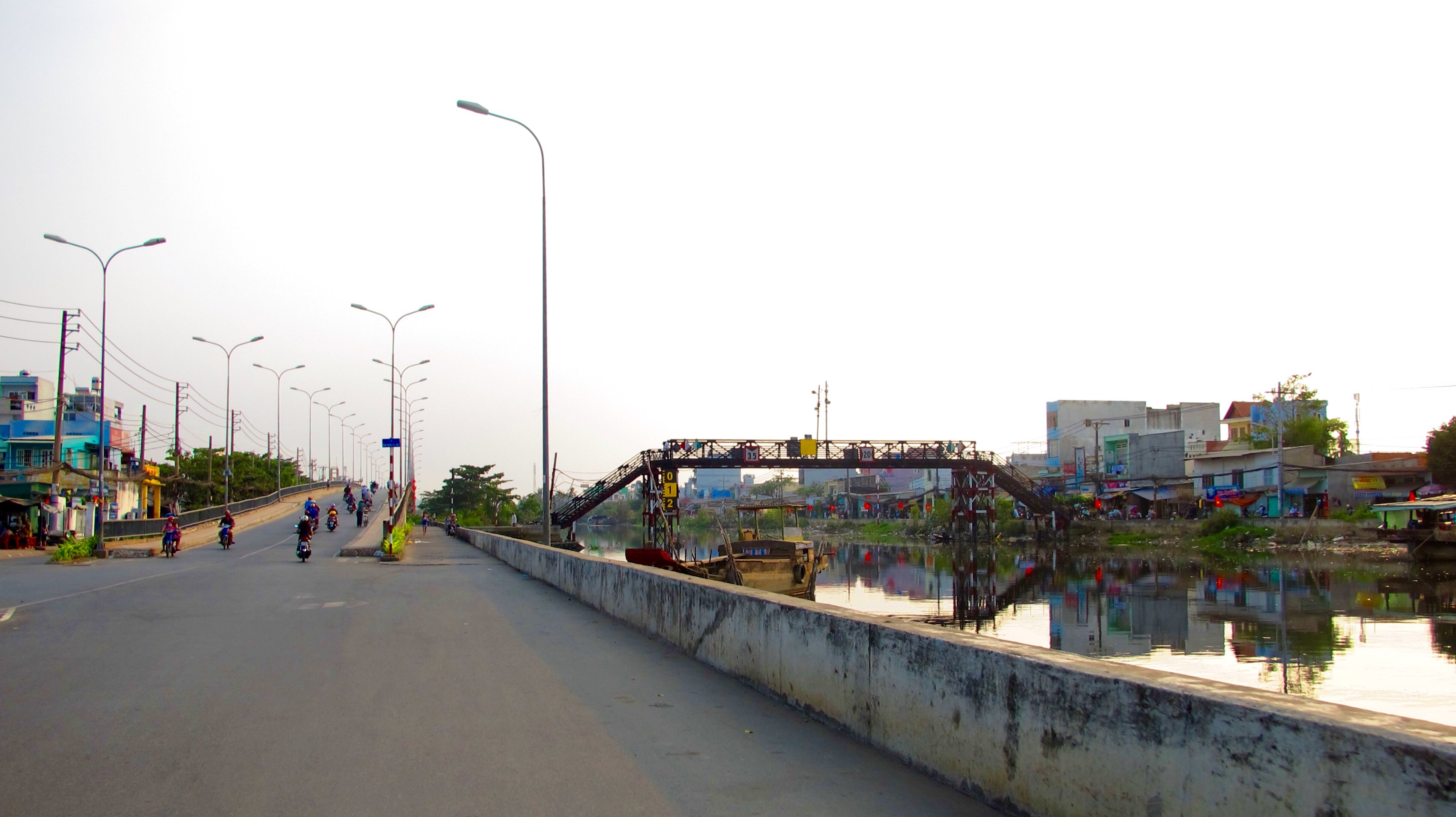
Kênh Lò Gốm đoạn giao với Kênh Ngang số 3

Kênh Lò Gốm là con kênh đào dài khoảng 3 km trên địa bàn Quận 8, Thành phố Hồ Chí Minh. Kênh này nối từ ngã tư rạch Lò Gốm, kênh Tàu Hủ và rạch Ruột Ngựa đến ngã ba nơi hợp lưu với kênh Đôi.

## Lịch sử
Kênh Lò Gốm (tên tiếng Pháp là canal des Poteries) được chính quyền thực dân Pháp cho đào trong hai năm 1894–1895 để thay thế cho tuyến đường thủy rạch Ruột Ngựa – rạch Cát lúc bấy giờ đang bị bồi lấp.

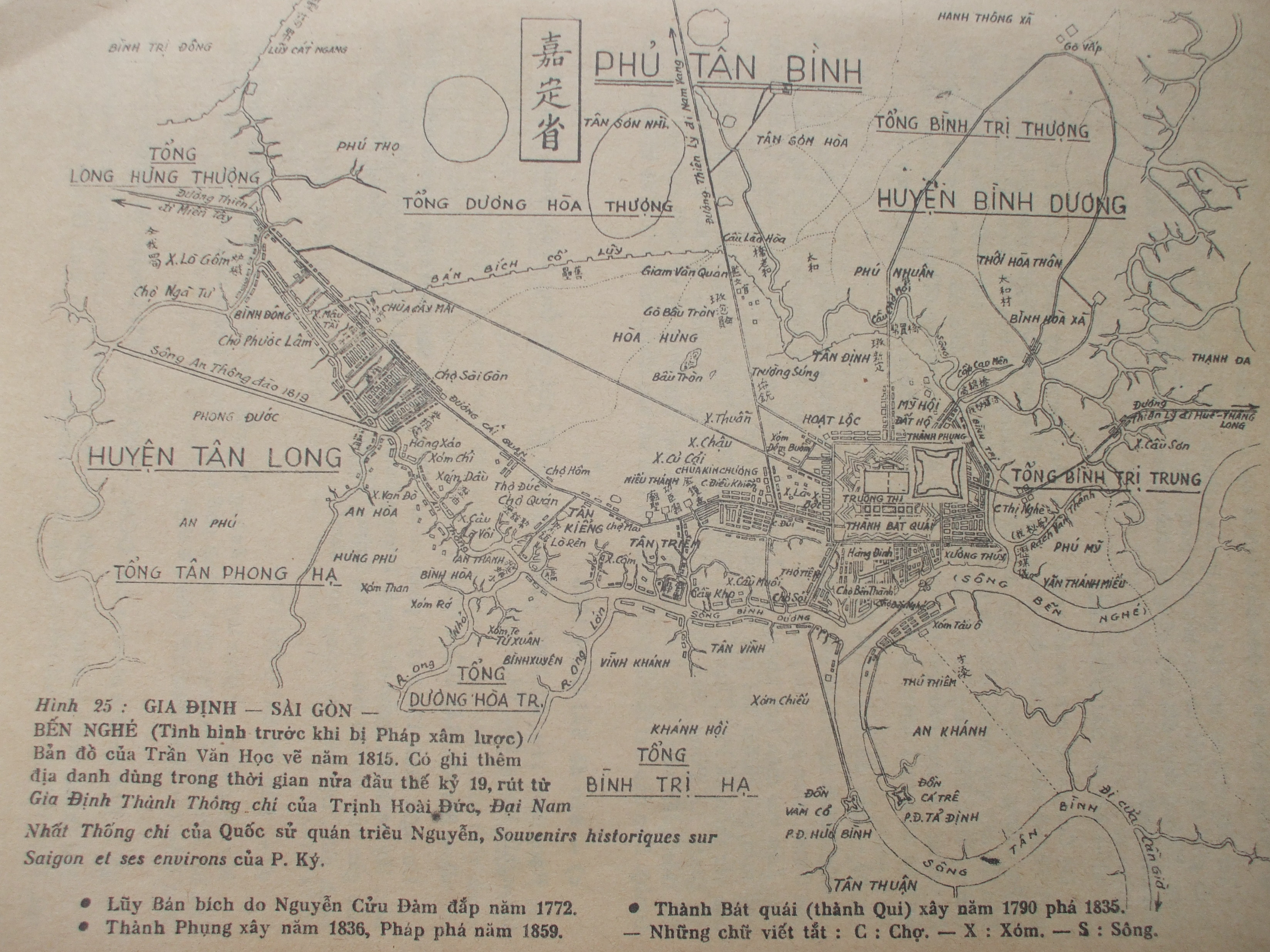
Bản đồ Gia Định năm 1815 do Trần Văn Học vẽ

Lò Gốm vốn là địa danh tại vùng đất Chợ Lớn xưa. Theo một số tài liệu của Pháp, tại Chợ Lớn vào cuối thế kỷ XIX có khoảng 30 lò gốm tập trung ở Hòa Lục, Phú Định, Cây Mai... Bản đồ Thành Gia Định do Trần Văn Học vẽ từ cuối năm 1815 có ghi địa danh Xóm Lò Gốm ở khoảng làng Phú Lâm – Phú Định (ngày nay là khu vực giáp ranh Quận 6 và Quận 8). Ngày nay, dấu tích của xóm Lò Gốm xưa chỉ còn lại di tích Lò gốm cổ Hưng Lợi tại Phường 16, Quận 8 (xưa thuộc làng Hòa Lục).